# Taubenturm (Germigny-l’Évêque)
Koordinaten: 48° 59′ 47,3″ N, 2° 56′ 51,7″ O

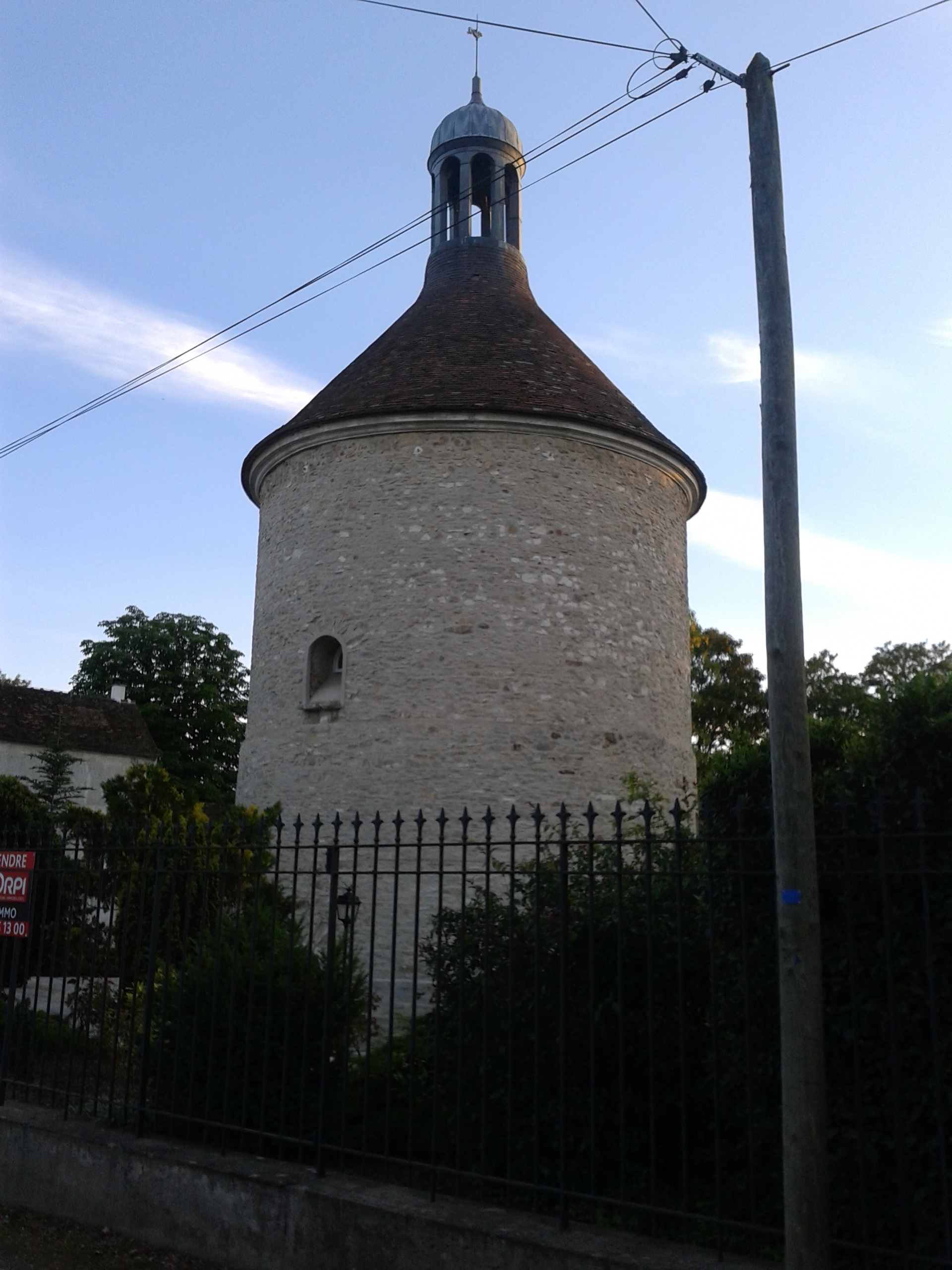
Taubenturm in Germigny-l’Évêque

Der Taubenturm (französisch colombier oder pigeonnier) in Germigny-l’Évêque, einer französischen Gemeinde im Département Seine-et-Marne in der Region Île-de-France, wurde im 17. Jahrhundert errichtet. 
Der Taubenturm in der Rue du Château gehörte zum Sommersitz der Bischöfe von Meaux. 
Der runde Turm aus Bruchsteinmauerwerk besitzt kleine Rundbogenfenster. Das Dach wird von einer Laterne bekrönt.